# Нісан Мойсеєв
Нісан Лазорович Мойсеєв (нар. 17 липня 1973) — український бізнесмен російського походження, громадянин Ізраїлю. Довірена особа українського проросійського олігарха Віктора Медведчука.

## Життєпис
Нісан працює на українському ринку нафтопродуктів з 2009 року. 2015 року його компанія стала найбільшим постачальником нафтопродуктів морем в Україні. Вона контролює приблизно 30 % поставок дизельного палива до України.
Після початку російсько-української війни 2014 року деякі з російських компаній вимушено припинили діяльність в Україні. Зокрема, 2016 року російська державна компанія «Роснафта», що працювала під брендом ТНК, продала всі українські активи маловідомій компанії зі Швейцарії «Glusco Energy». Ця компанія є частиною іншої швейцарської «Proton Energy Group», що належить Мойсеєву.
Річний товарообіг групи «Proton Energy Group» складає близько 3 млн тонн нафти і нафтопродуктів, що приблизно відповідає обсягу видобутку і торгівлі Укрнафти, найбільшої нафтовидобувної компанії України.
Компанія Glusco Energy S.A. до середини 2014 року вона називалася Agropeg S.A. і, згідно з митними даними, торгувала зерном з українськими компаніями. Мойсеєв є 100 % власником ТОВ «Глуск Україна» (колишня назва «Протон Енерджі Україна»). Крім того, він виступає засновником Proton Energy Group SA.
2015-го компанія Мойсеєва поставила через морські порти на український ринок близько 500,000 тонн дизпалива.
Серед проданих активів: мережа автозаправних станцій ТНК (141 заправки в 12 областях) та Лисичанський нафтопереробний завод. Згдіно з розслідуванням проекту Схеми від Радіо Свобода, Мойсеєва безпосередньо контролює Віктор Медведчук. Сам Мойсеєв заперечує співпрацю з Медведчуком.
2017 року «Proton Energy Group S. A.» стала найбільшим імпортером скрапленого газу з Росії.

### Скандали
14 листопада 2016-го журналісти сфотографували Нісана з Медведчуком, що прибули приватним літаком з московського Внуково до Жулян, незважаючи на те, що прямі перельоти між країнами заборонені після початку російсько-української війни. Окрім вищезгаданих, на борту також був Тарас Козак, народний депутат від Опозиційного блоку (раніше — Партія регіонів).
Голова СБУ Василь Грицак пояснив журналістам, що Медведчук має виняткове право на пряме авіасполучення з країною-агресором, бо входить до «гуманітарної підгрупи» тристоронньої контактної групи і періодично має літати до Москви.
Згаданий літак — Dassault Falcon 900, один із найдорожчих приватних літаків що коштує 50 млн $.
Згодом компанія Український вибір Медведчука заявила, що журналісти незаконно знімали літак, що не відповідало дійсності.